# The Village Sessions
The Village Sessions er en LP lavet af guitaristen John Mayer. Albummet blev udgivet den 12. december 2006, et par måneder efter John Mayers udgivelse af albummet Continuum. The Village Sessions blev indspillet i "The Village Recorder" i Los Angeles, Californien. Pladen indeholder akustiske versioner og remix af en John Mayer Trio sang og nogle sange Mayers album Continuum. I den første sang, "Waiting on the World to Change", har Ben Harper lavet en version af den, dog ikke med de store ændringer. Resten er ellers akustiske sange, som bliver for det meste lavet af en guitarduo. 

## Spor
Alle sange er skrevet af John Mayer, undtagelser er markeret med småt.
1. "Waiting on the World to Change (Ben Harper version)" – 2:52
2. "Belief (Acoustic)" – 3:44
3. "Slow Dancing in a Burning (Acoustic)" – 3:53
4. "Good Love Is on the Way (Acoustic)" – 3:24
5. "I'm Gonna Find Another You (Acoustic)" – 2:47
6. "In Repair (Acoustic)" (John Mayer & Charlie Hunter) – 5:47

## Eksterne Links
- The Village Sessions på Awarestore.com Arkiveret 8. november 2006 hos  Wayback Machine
- The Village Sessions på Amazon.com